# Vacant
Pistes de Train of Thought
Honor Thy Father
(4) Stream of Consciousness
(6)
Vacant est la cinquième chanson de l'album Train of Thought du groupe de metal progressif Dream Theater. La musique a été composée par John Myung et Jordan Rudess et les paroles ont été écrites par James LaBrie, sa seule contribution à l'écriture de l'album.

## Apparitions
1. Train of Thought (Album) (2003)
2. Score (Album Live) (2006)
3. Score (DVD Live) (2006)

## Faits divers
- C'est la plus courte chanson de l'album (2:58). Elle est en contraste avec le reste de l'album par sa musique douce et calme, les autres chansons étant toutes beaucoup plus lourdes.
- Le thème principal est repris dans la piste suivante de Train of Thought, Stream of Consciousness.

## Personnel
- James LaBrie - chant
- John Myung - basse
- Jordan Rudess - claviers
- Eugene Friesen - violoncelle